# Kim Sung-bum
Kim Sung-bum (kor. 김성범 ;ur. 30 maja 1979) – południowokoreański judoka. Dwukrotny olimpijczyk. Odpadł w repasażach w Atenach 2004 i zajął 21. miejsce w Pekinie 2008. Startował w wadze superciężkiej.
Triumfator igrzysk azjatyckich w 2006. Medalista mistrzostw Azji w latach 2003 – 2008. Zdobył dwa medale na akademickch MŚ w 2004. Pierwszy na uniwersjadzie w 2007 i trzeci w 2003 roku.

## Letnie Igrzyska Olimpijskie 2004
| Konkurencja | Rundy eliminacyjne    | Rundy eliminacyjne       | Repasaże                 | Repasaże                     | Klas. końcowa |
| Konkurencja | Przeciwnik I          | Przeciwnik II            | Przeciwnik I             | Przeciwnik II                | Miejsce       |
| ----------- | --------------------- | ------------------------ | ------------------------ | ---------------------------- | ------------- |
| +100 kg     | Aythami Ruano (ESP) Z | Paolo Bianchessi (ITA) P | Witalij Polanski (UKR) Z | Dennis van der Geest (NED) P | 2. Runda      |

## Letnie Igrzyska Olimpijskie 2008
| Konkurencja | Rundy eliminacyjne  | Rundy eliminacyjne   | Klas. końcowa |
| Konkurencja | Przeciwnik I        | Przeciwnik II        | Miejsce       |
| ----------- | ------------------- | -------------------- | ------------- |
| +100 kg     | Joel Brutus (HAI) Z | Martin Padar (EST) P | 21.           |